# جون إل. واتسون
جون إل. واتسون (بالإنجليزية: John L. Watson)‏ هو كاتب غير روائي أمريكي، ولد في 5 سبتمبر 1951 في أوماها في الولايات المتحدة.

## وصلات خارجية
- جون إل. واتسون على موقع الاتحاد الدولي للشطرنج (الإنجليزية)
- جون إل. واتسون على موقع مباريات الشطرنج (الإنجليزية)
- جون إل. واتسون على موقع 365Chess.com (الإنجليزية)
- جون إل. واتسون على موقع Chesstempo.com (الإنجليزية)
- جون إل. واتسون على موقع الاتحاد الأمريكي للشطرنج (الإنجليزية)